# 森茂生

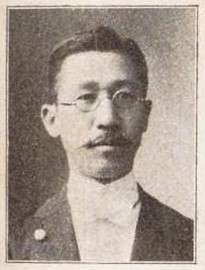
森茂生

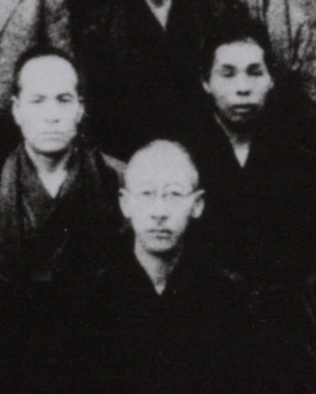
写真中央が森茂生

森 茂生（もり しげお、1865年6月18日（慶応元年5月25日）- 1929年（昭和4年）8月22日）は、明治から大正期の実業家、政治家。衆議院議員、三重県桑名郡桑名町長。幼名・栄次郎。

## 経歴
伊勢国桑名郡矢田村（三重県桑名郡益生村大字矢田、桑名町を経て現桑名市矢田）で、森純次郎の二男として生まれる。慶應義塾で学んだ。1889年（明治22年）6月に家督を相続した。
政界では、益生村会議員、町村組合会議員、桑名郡会議員、同参事会員、同議長、三重県会議員（1890年-1902年）、同参事会員、同副議長、桑名町長などを務めた。1903年（明治36年）3月、第8回衆議院議員総選挙（三重県郡部、中正倶楽部）で初当選。以後、第11回総選挙まで再選され、衆議院議員に連続4期在任した。
実業界では、桑名商業銀行頭取、桑名米穀取引所理事長、桑名商業会議所副会頭、桑名商工会長などを務めた。
また、古萬古焼の愛好者で沼波弄や森有節などの作品を集めていたが、自分の手で万古焼を焼こうと５０歳で代議士を引退、自宅に窯を築き森陶華園を開設、森翠峰と号した。名工と言われた細工物師や絵付師を雇い入れ、精力的に作品を作った。
作品の一部は桑名市博物館に寄贈されており、展示会などで見ることができる。また新潟県柏崎市の木村茶道美術館にも作品がある。

## 国政選挙歴
- 第6回衆議院議員総選挙（三重県第3区、1898年8月、無所属）落選[8]
- 第7回衆議院議員総選挙（三重県郡部、1902年8月、無所属）落選[6]
- 第8回衆議院議員総選挙（三重県郡部、1903年3月、中正倶楽部）当選[6]
- 第9回衆議院議員総選挙（三重県郡部、1904年3月、甲辰倶楽部）当選[6]
- 第10回衆議院議員総選挙（三重県郡部、1908年5月、立憲政友会）当選[9]
- 第11回衆議院議員総選挙（三重県郡部、1912年5月、立憲政友会）当選[9]